# سرنوشت یک انسان
سرنوشت یک انسان (به روسی: Судьба человека) نام یک کتاب ادبی است که توسط میخائیل شولوخف، نویسندهٔ اهل روسیه نوشته شده‌است. سرنوشت یک انسان به سال ۱۹۵۷ به رشته تحریر آمده‌است.